# Alfons Brunhart
Alfons Brunhart (* 16. Oktober 1868 in Balzers; † 26. September 1931 in Schaan) war ein liechtensteinischer Arzt und Politiker.

## Biografie
Alfons Brunhart war der Sohn von Nikolaus Brunhart und dessen Frau Anna Christina (geborene Vogt). Er war Bürger der Gemeinde Balzers und besuchte das Gymnasium Stella Matutina in Feldkirch. Später studierte er in Innsbruck Medizin und promovierte 1895 zum Dr. med. Im Herbst desselben Jahres eröffnete er seine eigene Praxis in der Gemeinde Schaan. Von 1902 bis 1906 war er stellvertretender Abgeordneter im Landtag des Fürstentums Liechtenstein. Von 1910 bis 1914 gehörte Brunhart dem Landtag erneut an, diesmal als Abgeordneter. Von 1930 bis 1931 war er Richter am Staatsgerichtshof.
1896 heiratete er Ida Maria Perathoner. Aus der Ehe gingen drei Kinder hervor.